# Xian de Baima
Le xian de Baima (班玛县 ; pinyin : Bānmǎ Xiàn) aussi appelé  Pema Dzong (tibétain : པདམ་རྫོངས།, Wylie : padam rdzongs) est un district administratif de la province du Qinghai en Chine. Il est placé sous la juridiction de la préfecture autonome tibétaine de Golog.

## Démographie
La population du district était de 20 048 habitants en 1999.